# Eleição municipal de Itapipoca em 2024
A eleição municipal da cidade de Itapipoca em 2024 ocorreu no dia 6 de outubro (turno único) e elegeu um prefeito, um vice-prefeito e 19 membros da câmara de vereadores responsáveis pela administração da cidade, que se iniciará em 1° de janeiro de 2025 e com término em 31 de dezembro de 2028. O prefeito Felipe Pinheiro, do PT foi reeleito com 68,50% dos votos apurados derrotando o ex-prefeito João Barroso, do PSDB que obteve 31,50%.